# 梅花参属
梅花参属（学名：Thelenota）为海参科的一个属。

## 下级分类
本属包括以下物种：
- 梅花参 Thelenota ananas Jaeger, 1833，红刺参
- 巨梅花参 Thelenota anax Clark, 1921
- 红纹海参 Thelenota rubralineata Massin & Lane, 1991 – Red-lined sea cucumber

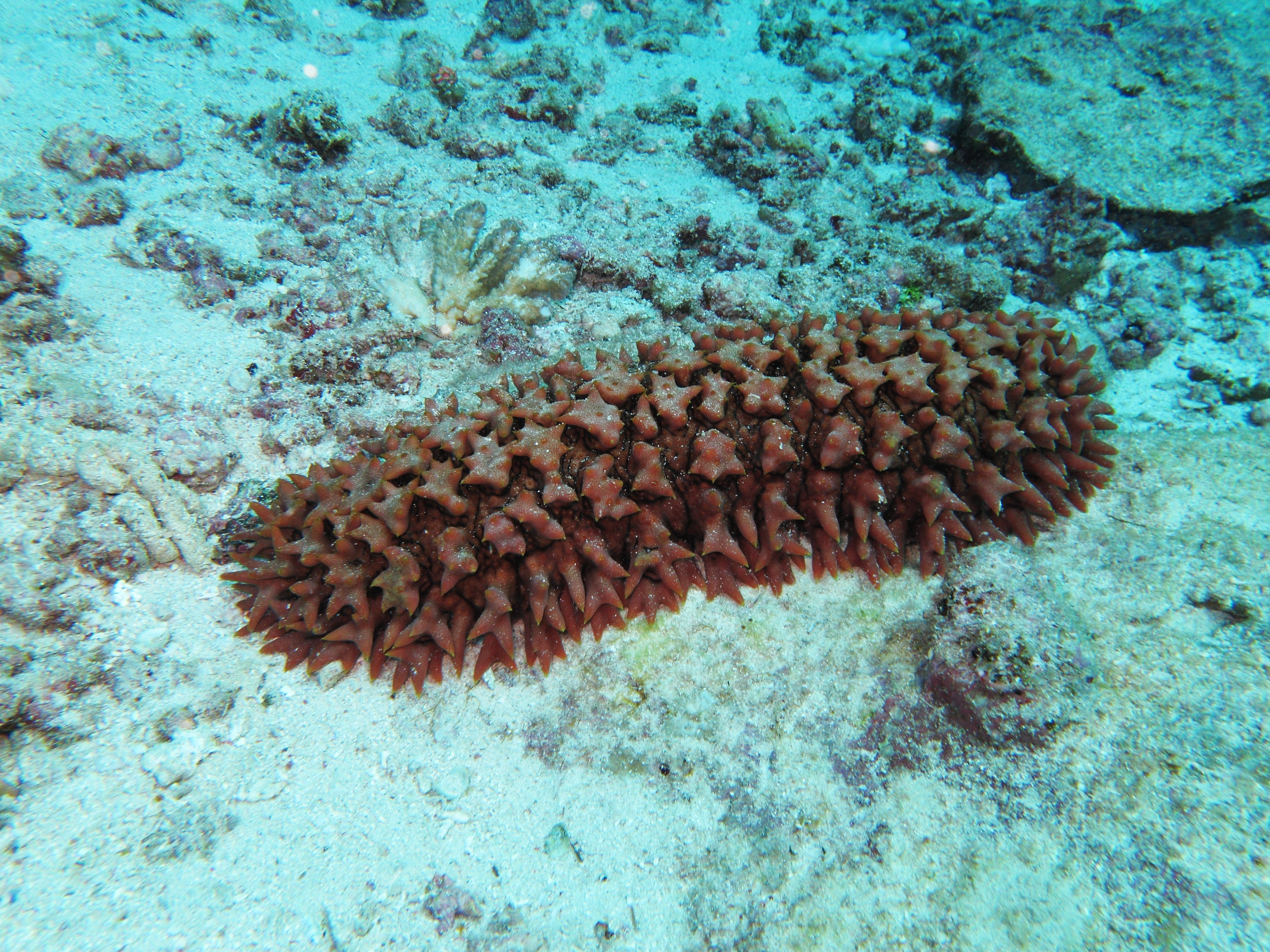
梅花参
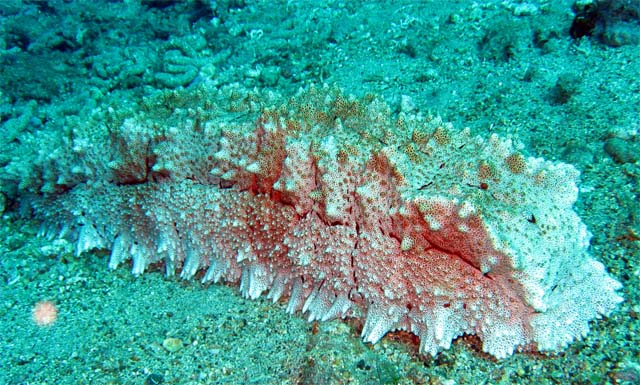
巨梅花参
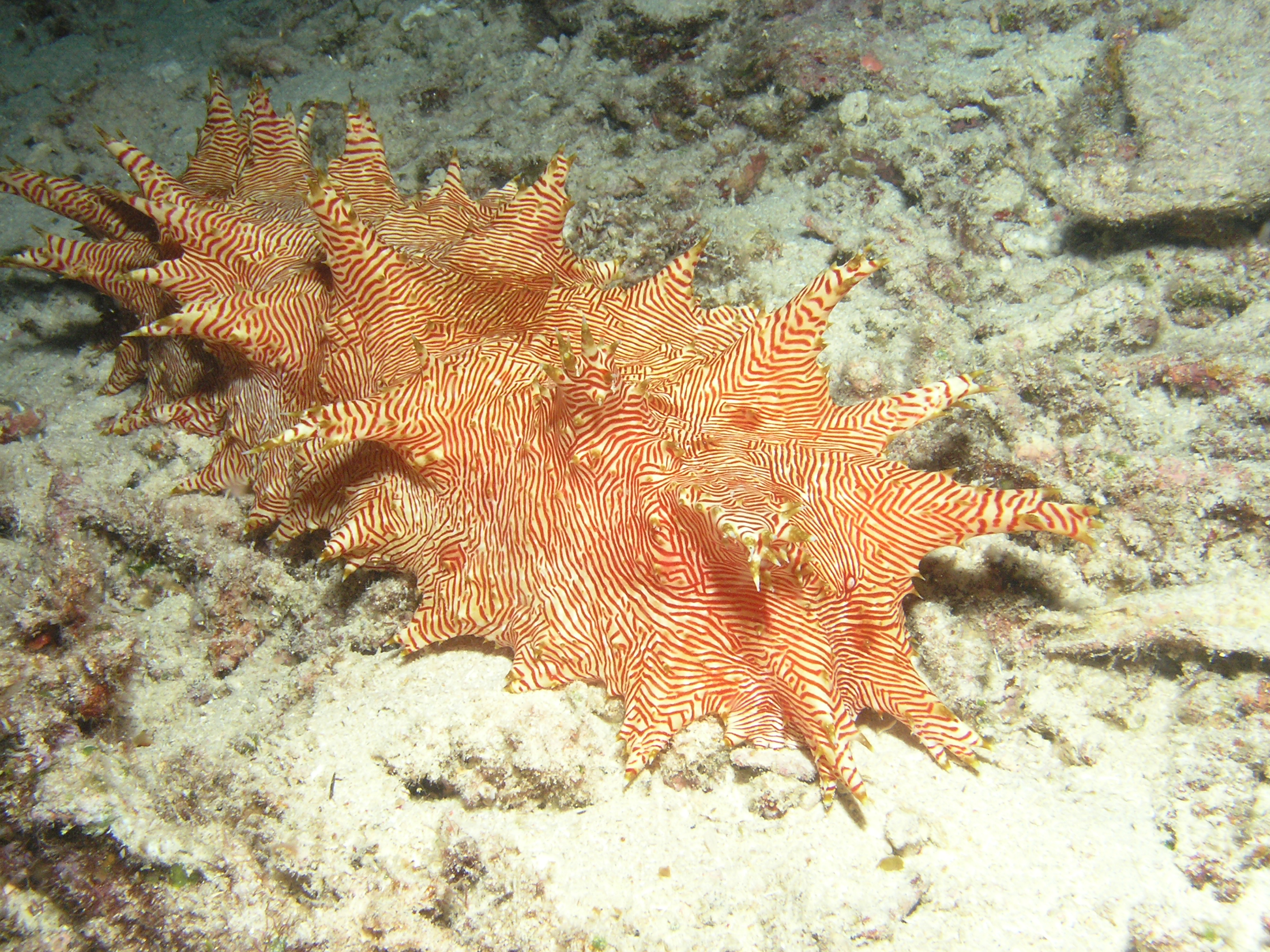
红纹海参